# Главный бескидский маршрут
Главный бескидский маршрут имени Казимежа Сосновского (поль. Główny Szlak Beskidzki imienia Kazimierza Sosnowskiego, «GSB») — пешеходный горный маршрут маркированный красным цветом, переходящий от Устрони в Силезских Бескидах до Волосатого в Бещадах.
Самый долгий маршрут в польских горах, длиной около 496 км, проходит через Силезские Бескиды, Живецкие Бескиды, Горце, Сондецкие Бескиды, Низкие Бескиды и Бещады. Проходя через самые высокие части польских Бескид, маршрут позволяет достигнуть: Стожек Вельки (чеш. Velký Stožek), Баранию-Гору, Бабью Гору, Полицу, Турбач, Любань, Пшехибу, Радзеёву, Явожыну-Крыницку, Ротунду, Цергову, Крещату, Смерек и Халич, а также посёлков Устронь, Венгерска-Гурка, Йорданув, Рабка-Здруй, Крощенко-над-Дунайцем, Рытро, Крыница-Здруй, Ивонич-Здруй, Риманув-Здруй, Команча, Цисна, Устржыки-Гурне и т. д.
Главный бескидский маршрут был создан в межвоенный период. Трасса западной части (Устронь-Крыница) была спроектирована Казимежем Сосновским и завершена в 1929 году. Восточная часть по проекту Мечислава Орловича была завершена в 1935 г. и вела вплоть до Черногоры, которая в это время находилась в составе Польши. Между 1935 и 1939 носил имя Юзефа Пилсудского..

## Рекорды
Сейчас самое короткое время преодоления всего маршрута принадлежит Мачею Венцеку (inov-8 team PL) и составляет 114 часа и 50 минут. Этот подвиг удалось ему совершить в дни с 20 по 24 июня 2013.. Раньше 7 лет этот рекорд принадлежал Петру Клосовичу, который в сентябре 2006 г. преодолел весь маршрут за 168 часов. Оба бегуна преодолели ГСБ с востока на запад, хотя Пётр Клосович сделал это без поддерживающей команды, тогда как Мачей Венцек с поддержкой.

## Галерея

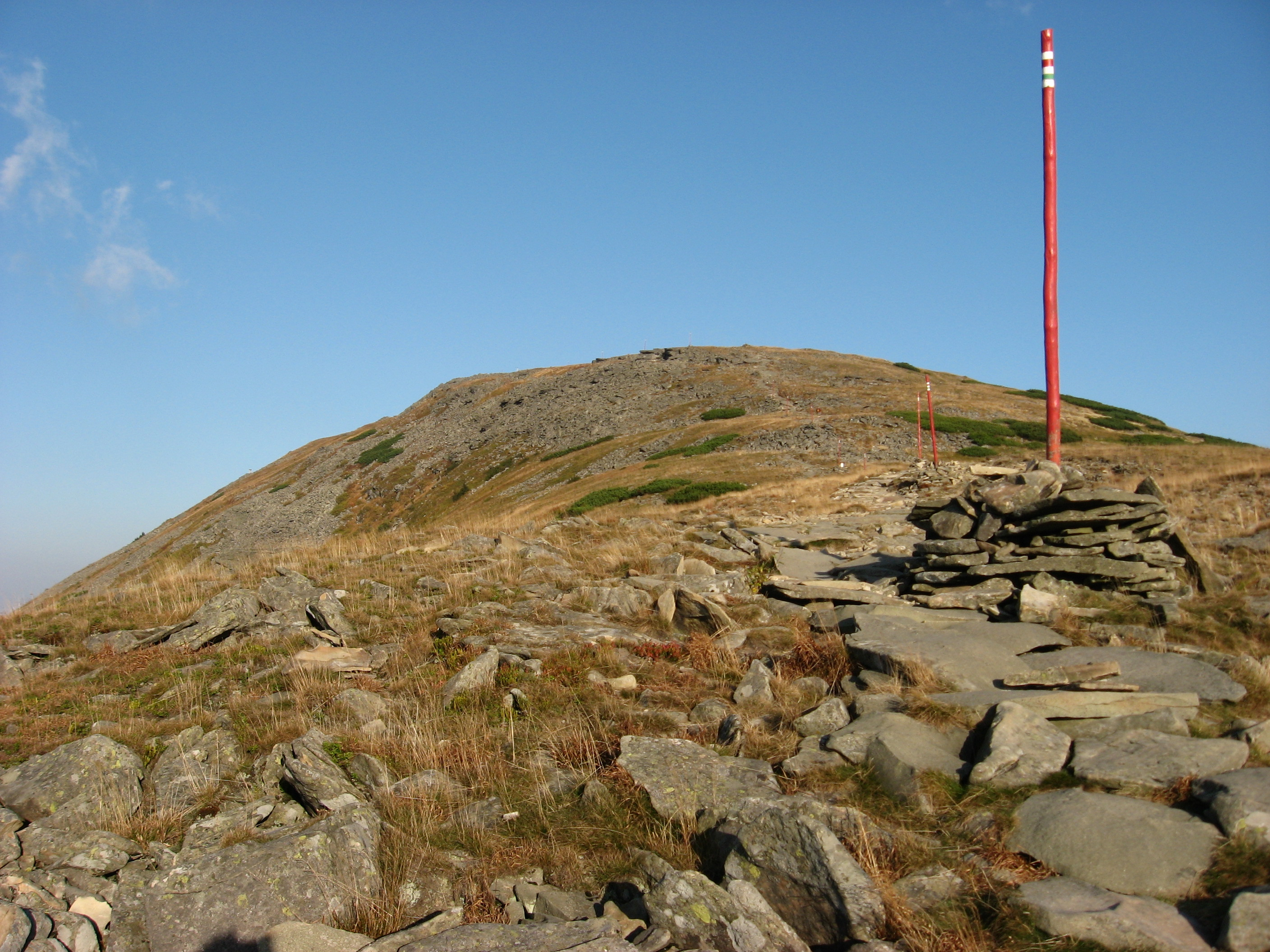
Вершина Бабьей Гори (1725 м, наивысшая точка маршрута)
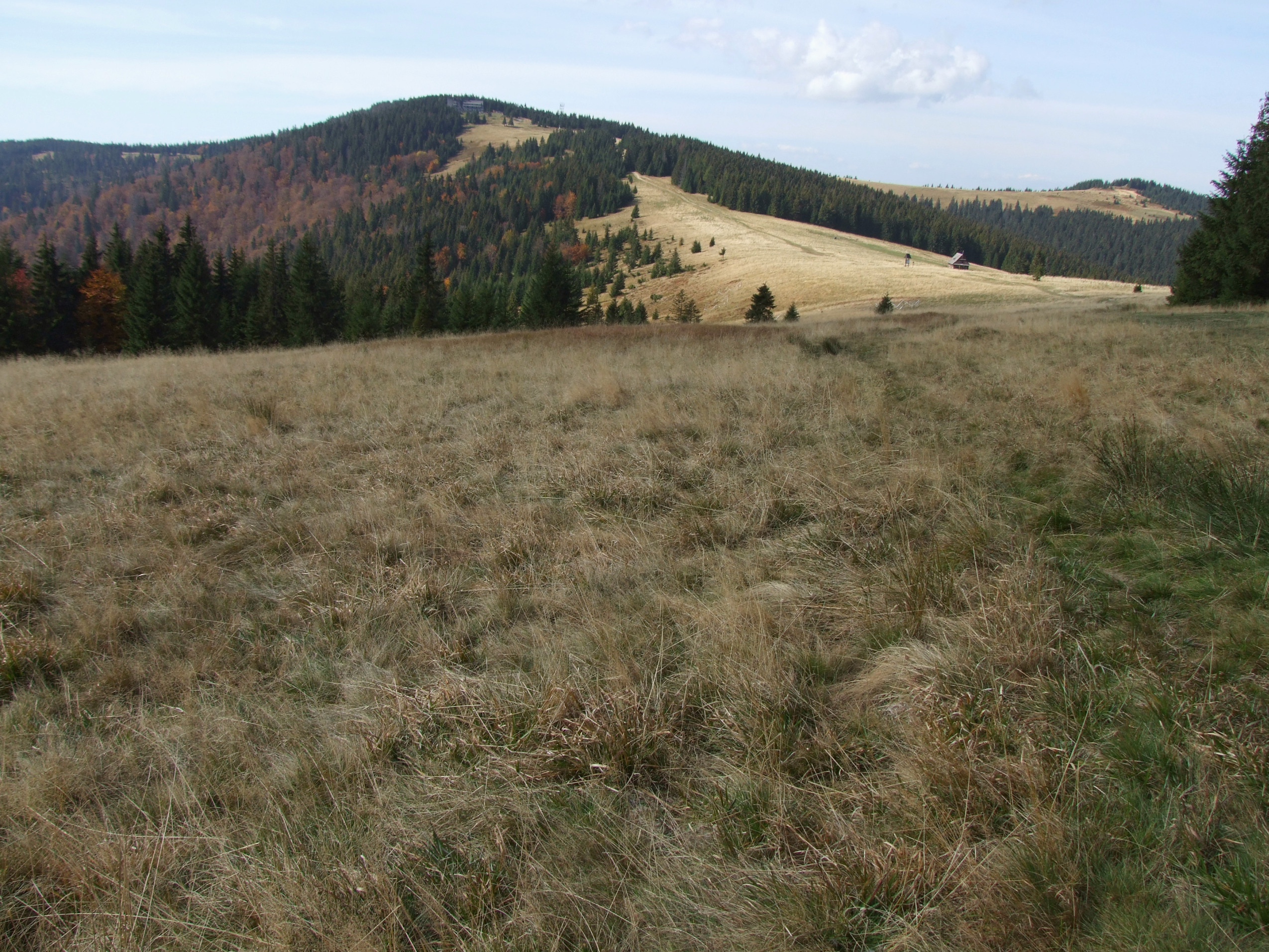
Турбач и Халя Длуга ("долгая лука'")
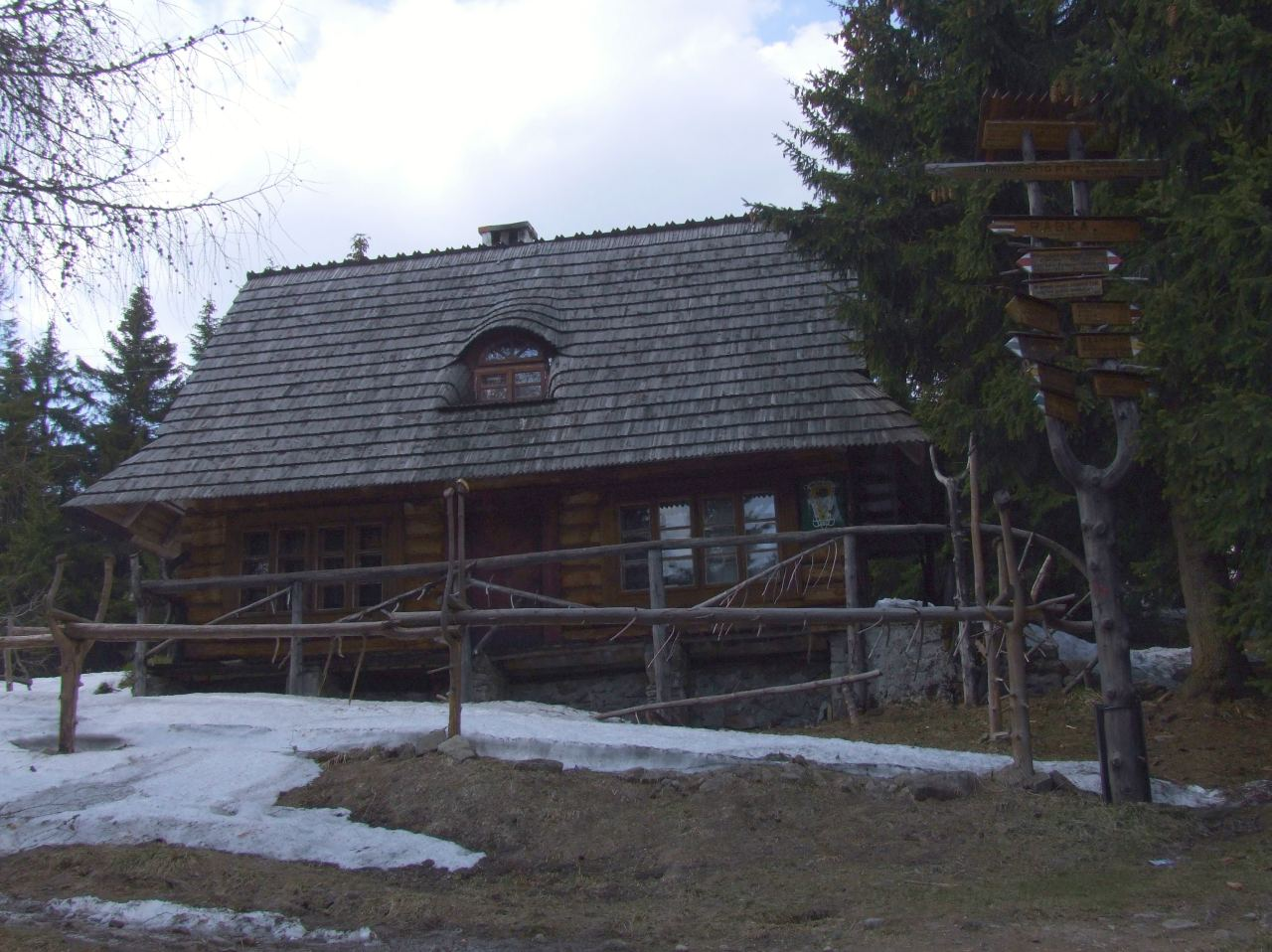
Здание Польского туристско-краеведческого общества на Турбачу (Горце)
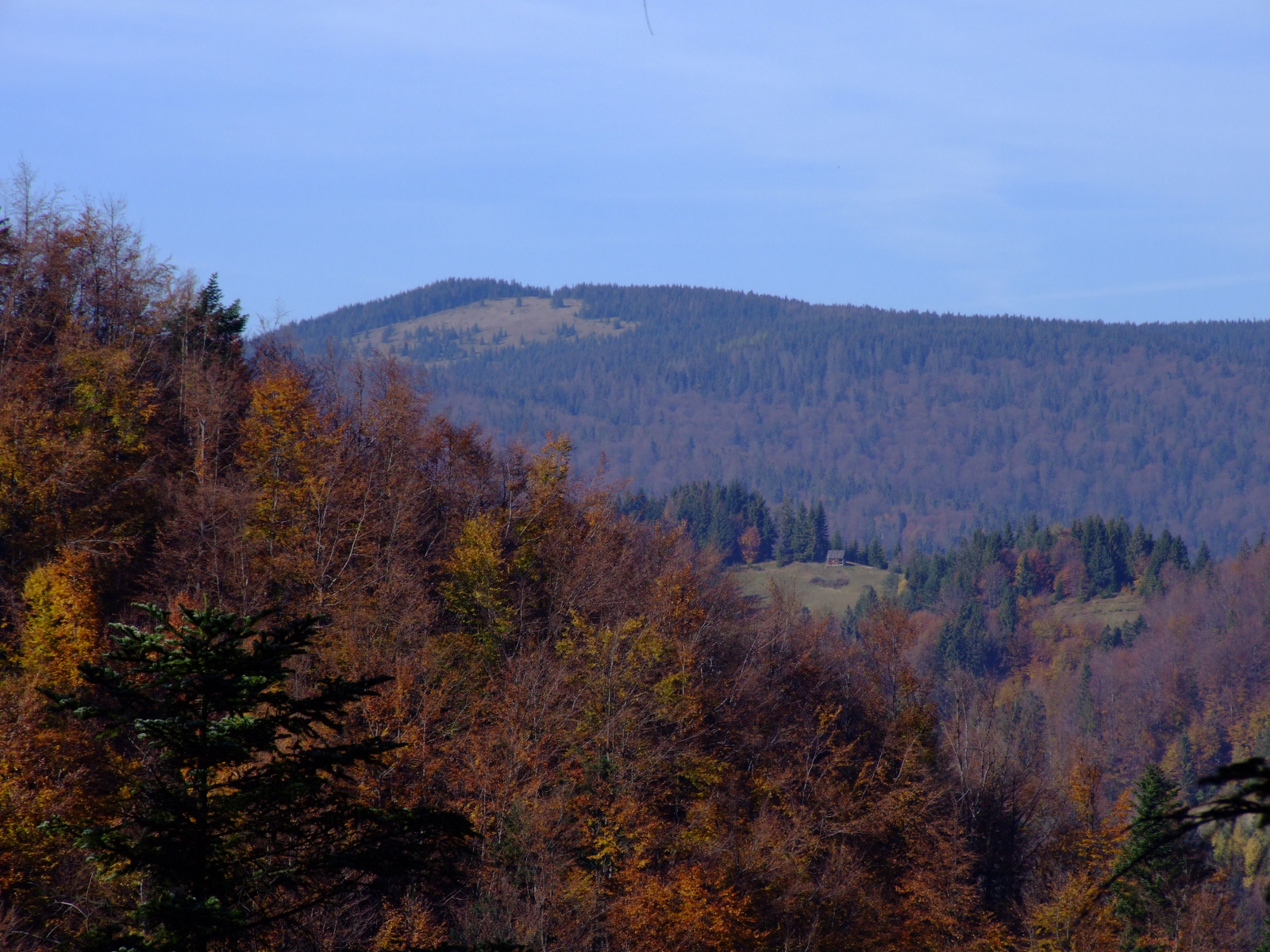
Вид на Кичору с хребта Любани
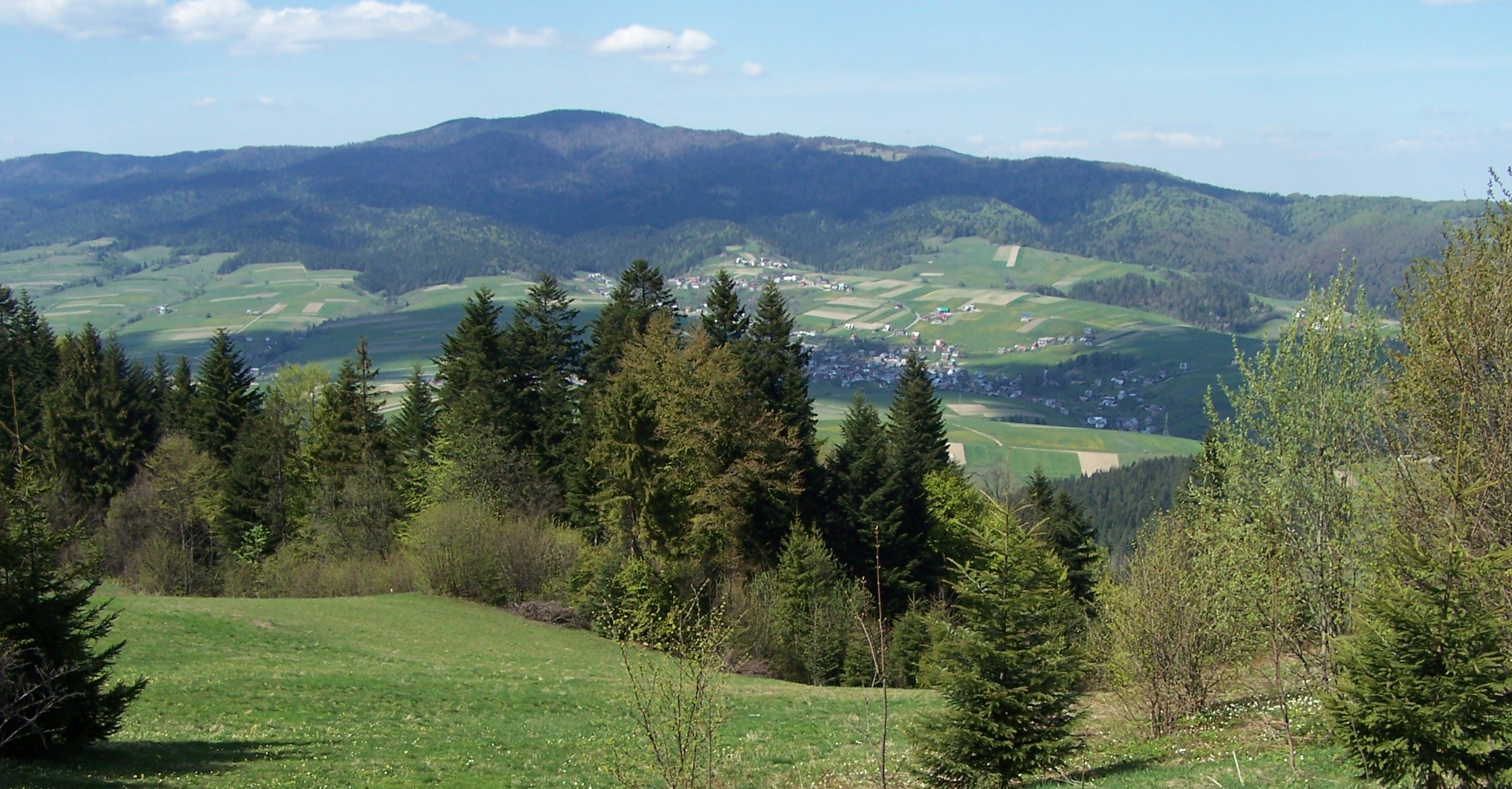
Хребет Любани (Горце) виденный из Пьенин
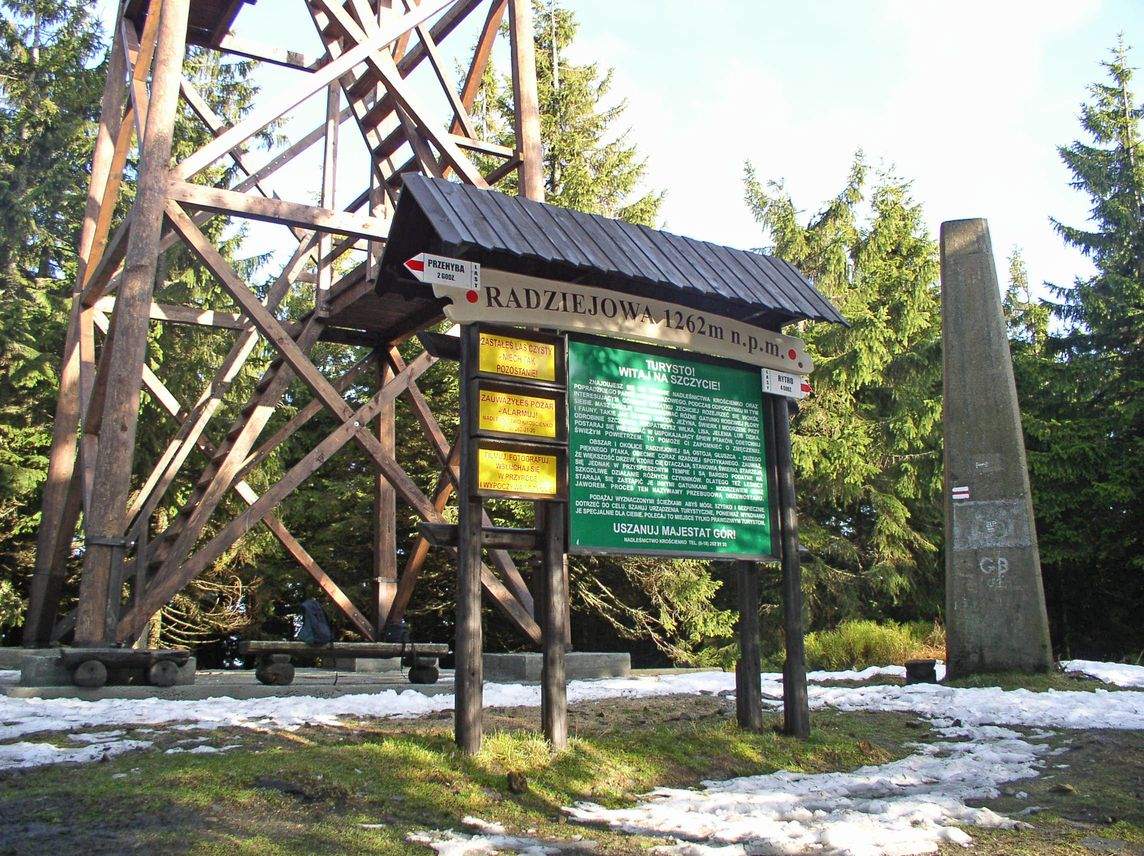
Вершина Радзеёвой